# Kanton Coulonges-sur-l'Autize
Kanton Coulonges-sur-l'Autize is een voormalig kanton van het Franse departement Deux-Sèvres. Kanton Coulonges-sur-l'Autize maakte deel uit van het arrondissement Niort en telde 9829 inwoners (1999). Het werd opgeheven bij decreet van 18 februari 2014 met uitwerking op 22 maart 2015.

## Gemeenten
Het kanton Coulonges-sur-l'Autize omvatte de volgende gemeenten:
- Ardin
- Béceleuf
- Coulonges-sur-l'Autize (hoofdplaats)
- Faye-sur-Ardin
- Fenioux
- La Chapelle-Thireuil
- Le Beugnon
- Le Busseau
- Puihardy
- Saint-Laurs
- Saint-Maixent-de-Beugné
- Saint-Pompain
- Scillé
- Villiers-en-Plaine